# 哈頓鎮區 (密歇根州)
哈頓鎮區（英語：Hatton Township）是位於美國密歇根州克萊爾縣的一個行政鎮區。

## 地方資料
哈頓鎮區的面積為93.60平方千米，當中陸地面積為92.95平方千米，而水域面積為0.65平方千米。根據2020年美國人口普查的數據，當地共有人口893人，而人口密度為每平方千米9.54人。